# ダットサン・サニーキャブ/日産・チェリーキャブ
サニーキャブ / チェリーキャブ（SUNNY CAB / CHERRY CAB）は、日産自動車が発売していたキャブオーバー車。トラック型のほか、ワンボックス型にはライトバンとルートバン、乗用登録のコーチがある。
日産自動車の販売チャンネル「サニーキャブ（サニー店）」、「チェリーキャブ（チェリー店）」向けに、それぞれの専売モデルとして発売された。
「キャブライト」から「キャブスター」へのモデルチェンジの際に車格が上がったことから、その穴埋めと、愛知機械のコニー、コニーワイドの生産終了も見越した軽貨物からの移行組を含む新規顧客の獲得を目的として開発された。当初よりライトバンやコーチ（ワゴン）をラインナップすることや、積載量などから、販売店は異なるが、実質的にはキャブライト（日産店扱い）の後継車といえる。
後継車は日産店向けを加えた「サニーバネット」、「チェリーバネット」、「ダットサン・バネット」となり、1967年（昭和42年）11月にトヨタとダイハツが提携したことで激化した、小型商用車のシェア争いに対応した。

## 概要
ダットサン・サニー（B10型系）のバリエーションとして、1969年にデビュー。バリエーションではあるが、セダンやクーペといった他のシリーズと異なる独自のメカニズムを持ち、独自の歴史を歩んだ。
それまでのダットサンブランドのセミキャブオーバー車は、ダットサントラックやダットサン・セダン、ブルーバードのコンポーネンツが流用されていたが、ここで初めてサニーをベースとしたキャブオーバー車が開発された。
A10型（1000cc）エンジンをはじめ、横置きリーフスプリングのウィッシュボーン式フロントサスペンションなど、メカニズムは初代サニー（B10型）のものを利用し、コンベンショナルな後輪駆動の600kg積キャブオーバートラック（定員2名）、上下2枚開きのリアゲートを持つ500kg積ライトバンとルートバン（2/5名）、8人乗りコーチ（2・3・3人掛けの3列シートワゴン）とした。エンジンとラジエーターの位置は前席下であるが、フロントアクスルを前方に配置し、ホイールベースが長く採られている。トランスミッションは、コラムシフトの4速MTのみである。
インテリアも細身の2本スポークのステアリング・ホイールや、横長矩形のメーターパネルなど、一部のスポーツ系を除くサニーの意匠に合わせられた。シートはバケット型のセパレートシートを採用した。
外観はグリルレスで、光りものもヘッドランプリムとその間のモールだけと簡素で、平面的なキャブ構成と相まって非常に簡潔なデザインとなった。このモールはベンチレーター用エアインテークの目隠しも兼ねる。前面下部とバンパーには冷却気を導入する長穴が備わる。
バンとコーチはこの前面に揃えたモールが全周に入っており、リアドアはスライド式で左側のみに備わる。リアドアのアウタードアハンドルが後ろ（Cピラー）側に配置されていることが特徴であるが、これは、スライド式のプラグドアに付きものの、二方向へ力が分散する（ドア後端の軌跡が屈曲する）ことによる扱いづらさを軽減するもので、力任せに閉める必要が無いことから、けがや荷はさみをも防止できる優れたアイディアであった。しかし、その後のワンボックスカーでは、ラッチ・ロック機構とプルハンドルを前方一箇所でまとめる方式が主流となり、他車への波及は見られなかった。バックドアは8：2分割の上下開きで、下扉の開き位置は通常では水平であるが、両側のステーを外すことで「アオリを切る」（トラック同様のドロップゲートとして、真下に向ける）ことができ、より荷室の広い範囲に手が届くように配慮されている。

## 歴史
- 1969年
  - 8月20日 - 全国一斉発売。トラックの標準サイズと平床荷台、ライトバン、ルートバン、コーチの合計7車種が販売開始となった[2]。
- 1970年
  - 9月21日 - ニッサン・チェリーキャブ（C20型）と改称し、新設のチェリー店専売モデルとした[3]。チェリーは、旧プリンス自動車技術陣の開発による、日産としては全く新しい横置きエンジンの前輪駆動であり、エンジンこそA10と同一型式であるものの、それ以外のメカニズムにダットサンとの共通性は無い。
- 1971年
  - 7月 - 愛知機械工業に生産委託される。愛知機械は前年に軽自動車生産から撤退し、日産車向けに生産ラインを切り替えた。[要出典]
  - 8月31日 - 平床式トラックにデラックス車追加及び一部改良[4]。前面にプレス製のダミーグリルが付き、後に中期型と呼ばれる外観となる。

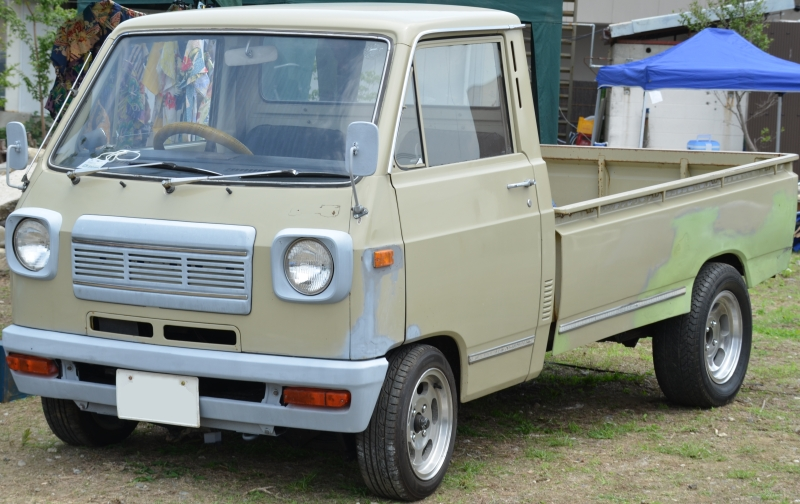
サニーキャブトラック
- 1975年
  - 1月9日 - ニッサン・サニーキャブ（C20Y型）が復活し、フロントグリルやエンブレムなどの異なる姉妹車として販売[5]。チェリーキャブは樹脂製の横一文字のグリル（後期型・上の写真）、サニーキャブは角形のヘッドランプベゼルと矩形のグリルがそれぞれ独立したデザインとなった。その他では、メーターが丸形の2連（スピードとコンビネーション）となっている。
  - 12月1日 - エンジンがNAPS（Nissan Anti-Pollution System）を適用したA12型（1200cc）に変更され、昭和50年排出ガス規制に適合[6]。
- 1977年
  - 1月19日 - コーチが昭和51年排出ガス規制に適合、B-KPC21型となる。NAPSの改良と騒音対策を施し、後席シートの固定部位の取り付けを見直した[7]。
  - 8月25日 - 一部改良[8]。荷台床面地上高を705mmとした低平床トラック「スーパーロー」を新設定し、積載効率と作業性を改善した。バン、トラックに昭和52年騒音規制に対応。
- 1978年
  - 10月 - 生産終了。後継はサニーバネット / チェリーバネット。